# Saint-Vallier (Wogezy)
Saint-Vallier – miejscowość i gmina we Francji, w regionie Grand Est, w departamencie Wogezy.
Według danych na rok 1990 gminę zamieszkiwały 72 osoby, a gęstość zaludnienia wynosiła 16 osób/km² (wśród 2335 gmin Lotaryngii Saint-Vallier plasuje się na 973. miejscu pod względem liczby ludności, natomiast pod względem powierzchni na miejscu 1055.).